# Castro (Chile)
Castro är en ort på ön Chiloé i Chile.   Den ligger i provinsen Provincia de Chiloé och regionen Región de Los Lagos, i den södra delen av landet, 1 000 km söder om huvudstaden Santiago de Chile. Antalet invånare i orten är 29 926.
Staden är Chiles 3:e äldsta stad, grundad 1567.